# Nadia Fanchini
Nadia Fanchini (Lovere, 25 giugno 1986) è un'ex sciatrice alpina italiana.
È sorella di Elena e Sabrina, a loro volta sciatrici alpine di alto livello.

## Biografia
Originaria di Montecampione di Artogne, ha fatto parte della nazionale italiana dal 2003 e apparteneva al gruppo sportivo delle Fiamme gialle.

### Stagioni 2002-2005
Attiva in gare FIS dal dicembre del 2001, ha esordito in Coppa Europa il 18 gennaio 2003 al Passo del Tonale in slalom speciale e in Coppa del Mondo il 13 dicembre dello stesso anno in Alta Badia in slalom gigante, in entrambi i casi senza completare la gara; pochi giorni dopo ha conquistato il primo podio in Coppa Europa, il 20 dicembre a Ponte di Legno/Passo del Tonale in supergigante (2ª).
Ha vinto tre titoli mondiali juniores: nel 2004 a Maribor in supergigante e nel 2005 a Bardonecchia in discesa libera e in slalom gigante, oltre a conquistare la medaglia d'argento nel supergigante. Nello stesso anno ai Mondiali di Bormio/Santa Caterina Valfurva 2005, suo esordio iridato, è arrivata 4ª nella gara di supergigante e non ha concluso quella di slalom gigante.

### Stagioni 2006-2009
Ha preso parte ai XX Giochi olimpici invernali di Torino 2006, suo esordio olimpico, classificandosi 10ª nella discesa libera, 38ª nel supergigante, 8ª nello slalom gigante e 20ª nella combinata. Ha conquistato il primo podio in Coppa del Mondo il 1º dicembre 2006 piazzandosi al 3º posto nella discesa libera di Lake Louise; nella stessa stagione ai Mondiali di Åre si è classificata 13ª nella discesa libera e non ha concluso supergigante e supercombinata.
Sulla stessa pista di Lake Louise dove aveva ottenuto il primo podio, il 6 dicembre 2008 ha conquistato la prima vittoria in Coppa del Mondo, in supergigante; ai successivi Mondiali di Val-d'Isère del febbraio 2009 ha ottenuto la medaglia di bronzo nella discesa libera vinta dalla statunitense Lindsey Vonn e il 9º posto nel supergigante. Alla fine di quella stagione 2008-2009 ha chiuso 2ª nella classifica della Coppa del Mondo di supergigante, staccata di 45 punti dalla vincitrice Vonn, e 9ª in quella generale.

### Stagioni 2010-2012
Durante il supergigante di Coppa del Mondo disputato a Sankt Moritz il 31 gennaio 2010 la Fanchini è stata protagonista di una rovinosa caduta dopo pochi secondi di gara: nell'impatto con una porta la sciatrice azzurra ha riportato la lesione dei legamenti crociato anteriore, crociato posteriore e collaterali delle ginocchia. È stato l'infortunio più grave patito dalla sciatrice in carriera, che le ha impedito di partecipare ai XXI Giochi olimpici invernali di Vancouver 2010.
Anche nella stagione 2010-2011 la sciatrice è stata protagonista di un serio incidente occorsole durante la discesa libera di Coppa del Mondo di Cortina d'Ampezzo, nel quale ha riportato la rottura del legamento crociato anteriore del ginocchio sinistro. Nel 2012 l'atleta è ritornata a partecipare a competizioni di livello internazionale, ottenendo tra l'altro il suo ultimo podio in Coppa Europa, nello slalom gigante disputato all'Abetone il 28 febbraio (2ª), e il 6º posto in Coppa del Mondo a Ofterschwang nella medesima specialità.

### Stagioni 2013-2019
Il 10 febbraio 2013 ha vinto la medaglia d'argento nella discesa libera ai Mondiali di Schladming, battuta dalla francese Marion Rolland; nel supergigante è stata 21ª e nello slalom gigante non ha concluso la prova. Ai XXII Giochi olimpici invernali di Soči 2014 è stata 22ª nella discesa libera, 10ª nel supergigante e 4ª nello slalom gigante e ai Mondiali di Vail/Beaver Creek 2015 è stata 12ª nella discesa libera, 12ª nel supergigante e 16ª nello slalom gigante.
Il 20 febbraio 2016 ha conquistato a La Thuile in discesa libera la sua seconda e ultima vittoria in Coppa del Mondo e il 14 gennaio 2018 a Bad Kleinkirchheim nella medesima specialità l'ultimo podio (3ª); ai successivi XXIII Giochi olimpici invernali di Pyeongchang 2018, sua ultima presenza olimpica, si è classificata 12ª nel supergigante e non ha completato la discesa libera e ai Mondiali di Åre 2019, suo congedo iridato, è stata 14ª nella discesa libera e 5ª nel supergigante. Inattiva nella stagione seguente a causa di una maternità, ha annunciato il ritiro il 22 aprile 2020, assieme alla sorella Elena; la sua ultima gara in Coppa del Mondo è rimasta così il supergigante di Soldeu del 14 marzo 2019 (9ª), mentre l'ultima in carriera è stata il supergigante dei Campionati italiani 2019, disputato il 27 marzo successivo a Falcade/Passo San Pellegrino e nel quale la Fanchini ha vinto la medaglia d'oro.

## Palmarès

### Mondiali
- 2 medaglie:
  - 1 argento (discesa libera a Schladming 2013)
  - 1 bronzo (discesa libera a Val-d'Isère 2009)

### Mondiali juniores
- 4 medaglie:
  - 3 ori (supergigante a Maribor 2004; discesa libera, slalom gigante a Bardonecchia 2005)
  - 1 argento (supergigante a Bardonecchia 2005)

### Coppa del Mondo
- Miglior piazzamento in classifica generale: 9ª nel 2009
- 13 podi:
  - 2 vittorie
  - 3 secondi posti
  - 8 terzi posti

#### Coppa del Mondo - vittorie
| Data             | Località    | Paese  | Specialità |
| ---------------- | ----------- | ------ | ---------- |
| 7 dicembre 2008  | Lake Louise | Canada | SG         |
| 20 febbraio 2016 | La Thuile   | Italia | DH         |

Legenda:

DH = discesa libera

SG = supergigante

#### Coppa del Mondo - gare a squadre
- 1 podio:
  - 1 vittoria

### Coppa Europa
- Miglior piazzamento in classifica generale: 9ª nel 2004
- 3 podi:
  - 2 secondi posti
  - 1 terzo posto

### South American Cup
- Miglior piazzamento in classifica generale: 15ª nel 2005
- 4 podi:
  - 1 vittoria
  - 3 secondi posti

#### South American Cup - vittorie
| Data              | Località             | Paese     | Specialità |
| ----------------- | -------------------- | --------- | ---------- |
| 13 settembre 2013 | Ushuaia Cerro Castor | Argentina | GS         |

Legenda:

GS = slalom gigante

### Campionati italiani
- 16 medaglie[1][6]:
  - 13 ori (discesa libera, supergigante, combinata nel 2004; discesa libera, supergigante nel 2006; discesa libera, supergigante nel 2008; supergigante nel 2014; supergigante, slalom gigante nel 2015; supergigante nel 2016; discesa libera, supergigante nel 2019)
  - 1 argento (discesa libera nel 2015)
  - 2 bronzi (supergigante nel 2005; slalom gigante nel 2012)